# Beslan Bartsits

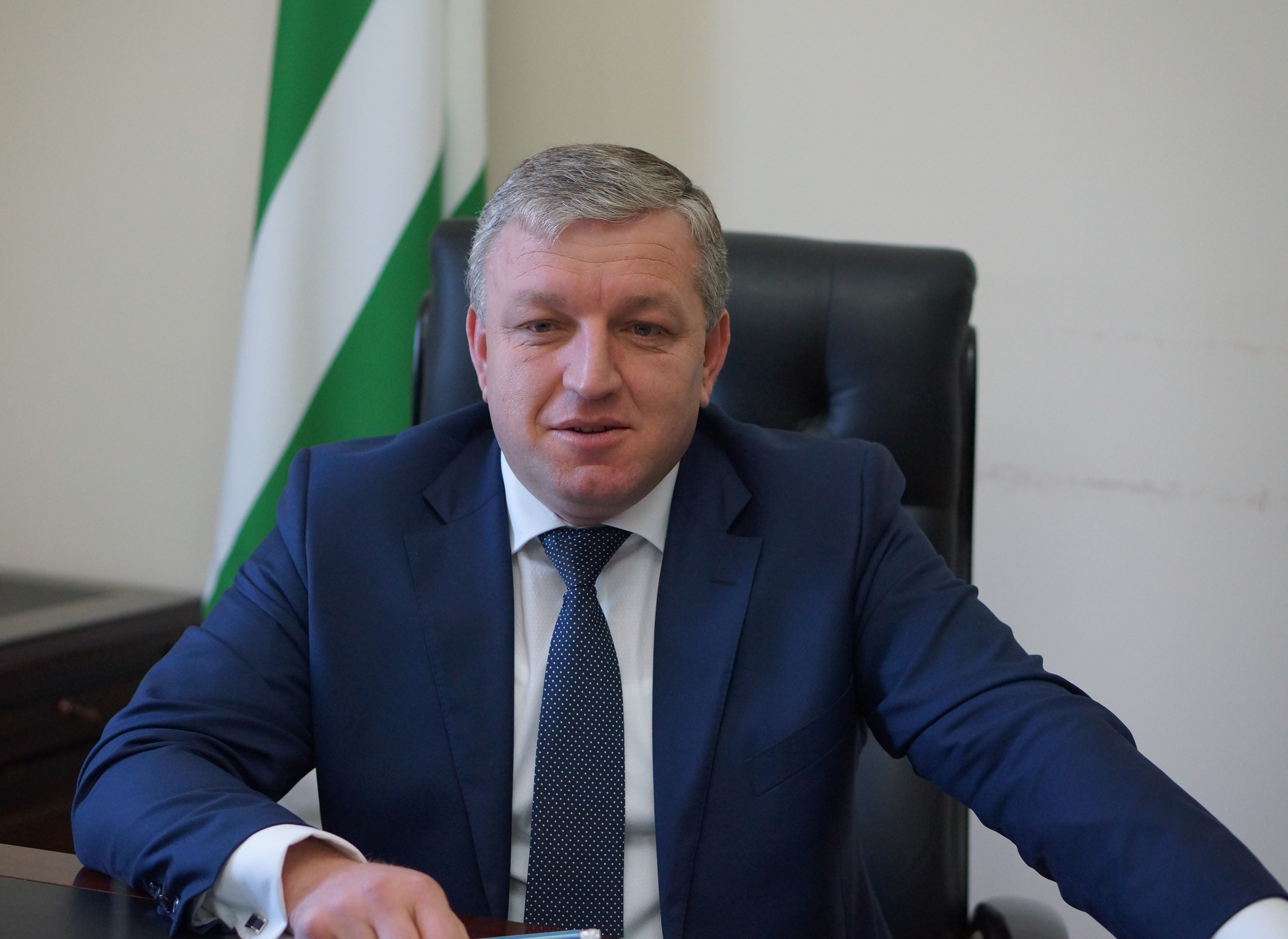
Beslan Bartsits, 2017

Beslan Konstantinovich Bartsits (russisch: Беслан Константинович Барциц; * 22. Juli 1978 in Gagra) ist ein ehemaliger abchasischer Politiker. Er war von 2016 bis 2018 Ministerpräsident von Abchasien.

## Leben
Im Jahr 2000 schloss er sein Jurastudium an der Abchasische Staatliche Universität ab und war von 2001 bis 2004 Doktorand an der Südliche Föderale Universität in Rostow. Zwischen 2007 und 2009 war er Assistent von Raul Khajimba in seiner Eigenschaft als Vizepräsident von Abchasien.
Bei den Kommunalwahlen im Februar 2011 wurde Bartsits zum Abgeordneten der Bezirksversammlung von Gagra im Wahlkreis Nr. 5 gewählt und wurde stellvertretender Vorsitzender. Bei den Parlamentswahlen im März 2012 kandidierte er erfolgreich für einen Sitz der 5. Legislaturperiode der Volksversammlung von Abchasien im Wahlkreis Nr. 11 (Gagra). In einem Feld von neun Kandidaten erhielt er mit 20,86 % der Stimmen in der ersten Runde. In der zweiten Runde besiegte er den Zweitplatzierten Vitali Azhiba. Im Parlament war Bartsits stellvertretender Vorsitzender des Ausschusses für Rechtspolitik, Staatsaufbau und Menschenrechte.
Am 22. Oktober 2014, nach der Revolution im Mai 2014, wurde er vom neu gewählten Präsidenten Raul Khajimba zum amtierenden Leiter des Distrikts Gagra ernannt. Im folgenden Jahr wurde er in seinem Posten bestätigt. Am 16. Mai 2016 wurde Bartsits zum Leiter der Verwaltung des Präsidenten von Abchasien ernannt, um die Nachfolge von Astamur Tania anzutreten, der zurückgetreten war.
Am 5. August 2016 wurde Bartsits als Nachfolger von Artur Mikvabia, der zehn Tage zuvor zurückgetreten war, zum Premierminister ernannt. Er war bis zum 25. April 2018 im Amt.